# Rudolf Amend
Rudolf Amend (* 24. Dezember 1891 in Runkel; † 30. Juni 1968) war ein deutscher Politiker (CDU) und Abgeordneter der Verfassungberatenden Landesversammlung Groß-Hessens.
Rudolf Amend besuchte die Volksschule und Oberrealschule und studierte an den Universitäten Freiburg, Marburg und München Rechtswissenschaften.
Nach dem Zweiten Weltkrieg war er Vorsitzender der Spruchkammer im Oberlahnkreis.
1945 bis Mai 1948 war er Bürgermeister in Runkel. Vom 15. Juli 1946 bis zum 30. November 1946 war er Mitglied der Verfassungberatenden Landesversammlung Groß-Hessens.